# Naso caesius
Naso caesius là một loài cá biển thuộc chi Naso trong họ Cá đuôi gai. Loài cá này được mô tả lần đầu tiên vào năm 1992.

## Từ nguyên
Từ định danh của loài cá này, caesius, trong tiếng Latinh có nghĩa là "màu lam xám", ám chỉ màu sắc của cơ thể.

## Phạm vi phân bố và môi trường sống
N. caesius có phạm vi phân bố tương đối rộng ở khu vực Ấn Độ Dương - Thái Bình Dương. Loài cá này được ghi nhận chủ yếu tại vùng biển thuộc một số đảo quốc ở châu Đại Dương, bao gồm: Palau, quần đảo Mariana, quần đảo Marshall, quần đảo Hawaii, rạn san hô Great Barrier, quần đảo Cook và quần đảo Chesterfield ở biển San hô, New Caledonia, Fiji, Tuvalu, quần đảo Society và quần đảo Pitcairn; ngoài ra, N. caesius cũng được ghi nhận ở ngoài khơi New Ireland (Papua New Guinea), đảo Giáng Sinh và quần đảo Cocos (Keeling).
N. caesius sống gần các rạn san hô và đá ngầm ở độ sâu khoảng từ 3 đến 50 m, nhưng thường được quan sát ở độ sâu hơn 15 m.

## Mô tả
Chiều dài cơ thể tối đa được ghi nhận ở N. caesius trưởng thành dài khoảng 45,6 cm. Cơ thể hình bầu dục thuôn dài, có màu lam xám đến nâu xám, phần bụng nhạt màu hơn, có thể nhanh chóng xuất hiện các đốm hình trứng sẫm hoặc nhạt màu hơn cơ thể. N. caesius không có sừng trước trán như một số loài Naso khác. Vây đuôi cụt hoặc hơi lõm vào trong. Có 2 phiến xương nhọn ở mỗi bên cuống đuôi, tạo thành ngạnh rất sắc.
Số gai ở vây lưng: 6 - 7; Số tia vây ở vây lưng: 27 - 29; Số gai ở vây hậu môn: 2; Số tia vây ở vây hậu môn: 27 - 29; Số tia vây ở vây ngực: 16 - 18; Số gai ở vây bụng: 1; Số tia vây ở vây bụng: 3.

## Sinh thái
N. caesius sống đơn độc hoặc hợp thành đàn, thức ăn chủ yếu là các loài động vật phù du. N. caeruleacauda đôi khi được quan sát trong đàn của loài Naso hexacanthus.